# Női súlylökés a 2013. évi nyári európai ifjúsági olimpiai fesztiválon
A 2013. évi nyári európai ifjúsági olimpiai fesztiválon az atlétikai versenyszámok közül a női súlylökés versenyeit július 17.-én és július 18.-án rendezték Utrechtben.

## Selejtező
| H   | Cs | Név                         | Nemzet           | 1     | 2     | 3     | E     | Mj   |
| --- | -- | --------------------------- | ---------------- | ----- | ----- | ----- | ----- | ---- |
| 1.  | A  | Alena Bugakova              | Oroszország      | 16.84 | -     | -     | 16.84 | Q CR |
| 2.  | A  | Bácskay Zsófia              | Magyarország     | 14.84 | -     | -     | 14.84 | Q    |
| 3.  | B  | Kristina Rakocevic          | Montenegró       | 14.82 | -     | -     | 14.82 | Q    |
| 4.  | A  | Kateryna Kosenko            | Ukrajna          | 14.45 | -     | -     | 14.45 | Q    |
| 5.  | A  | Maja Slepowronska           | Lengyelország    | 14.38 | -     | -     | 14.38 | Q    |
| 6.  | B  | Benthe Konig                | Hollandia        | 12.99 | 14.02 | 14.26 | 14.26 | Q    |
| 7.  | B  | Halina Mileuskaya           | Fehéroroszország | 13.50 | 14.25 | -     | 14.25 | Q    |
| 8.  | B  | Susanna Torronen            | Finnország       | 14.22 | -     | -     | 14.22 | Q    |
| 9.  | B  | Tjaša Stanko                | Szlovénia        | 14.21 | -     | -     | 14.21 | Q    |
| 10. | B  | Elina Ratkus                | Lettország       | 13.72 | 13.81 | X     | 13.81 | q    |
| 11. | B  | Patrícia Slošárová          | Szlovákia        | X     | 13.71 | 12.60 | 13.71 | q    |
| 12. | A  | Michaela Nicole Walsh       | Írország         | 13.59 | X     | 13.58 | 13.59 | q    |
| 13. | A  | Kristyna Zbrankova          | Csehország       | 12.81 | 13.50 | X     | 13.50 |      |
| 14. | A  | Ivana Vuletic               | Horvátország     | 12.26 | X     | 13.32 | 13.32 |      |
| 15. | A  | Marta Baruffini             | Olaszország      | 13.29 | 13.00 | X     | 13.29 |      |
| 16. | A  | Valeria Radajeva            | Észtország       | 13.20 | X     | X     | 13.20 |      |
| 17. | B  | Gavriella Fella             | Ciprus           | 12.81 | 12.75 | 12.82 | 12.82 |      |
| 18. | A  | Thelma Lind Kristjansdottir | Izland           | 12.35 | 12.35 | 11.71 | 12.35 |      |
| 19. | B  | Sinem Yildirim              | Törökország      | 10.85 | 12.08 | 11.63 | 12.08 |      |

## Döntő
| H     | Név                   | Nemzet           | 1     | 2     | 3     | 4     | 5     | 6     | E     | Mj |
| ----- | --------------------- | ---------------- | ----- | ----- | ----- | ----- | ----- | ----- | ----- | -- |
| Arany | Alena Bugakova        | Oroszország      | 17.60 | 17.25 | X     | 17.10 | 17.16 | 17.11 | 17.60 | CR |
| Ezüst | Kristina Rakocevic    | Montenegró       | X     | 14.97 | 14.63 | 15.79 | X     | 14.17 | 15.79 |    |
| Bronz | Benthe Konig          | Hollandia        | 14.19 | 14.30 | 14.51 | 14.35 | 15.23 | X     | 15.23 |    |
| 4.    | Bácskay Zsófia        | Magyarország     | 14.86 | 14.73 | 15.00 | 14.79 | 14.80 | 14.69 | 15.00 |    |
| 5.    | Susanna Torronen      | Finnország       | 13.53 | 13.94 | 14.03 | X     | 14.36 | 14.33 | 14.36 |    |
| 6.    | Tjaša Stanko          | Szlovénia        | 13.96 | 14.07 | 14.03 | 13.67 | 13.52 | 13.52 | 14.07 |    |
| 7.    | Halina Mileuskaya     | Fehéroroszország | 13.50 | 13.74 | 14.07 | X     | X     | 14.03 | 14.07 |    |
| 8.    | Elina Ratkus          | Lettország       | X     | X     | 13.66 | 12.96 | X     | X     | 13.66 |    |
| 9.    | Maja Slepowronska     | Lengyelország    | 13.01 | 13.49 | 13.32 |       |       |       | 13.49 |    |
| 10.   | Michaela Nicole Walsh | Írország         | 9.83  | 13.17 | 13.33 |       |       |       | 13.33 |    |
| 11.   | Patrícia Slošárová    | Szlovákia        | 12.00 | 12.96 | 13.17 |       |       |       | 13.17 |    |
| -     | Kateryna Kosenko      | Ukrajna          | X     | X     | X     |       |       |       | -     | NM |